# Гилгил
Гилгил (англ. Gilgil) — город в центральной части Кении, на территории провинции Рифт-Валли.

## География
Абсолютная высота — 2626 метра над уровнем моря. Город расположен между городами Найроби и Накуру, к западу от реки Гилгил, несущей свои воды на юг и питающей озеро Найваша.

## Население
По данным на 2013 год численность населения составляет 35 326 человек.
Динамика численности населения города по годам:
| 1989  | 2013   |
| ----- | ------ |
| 4 200 | 35 326 |

## Экономика
Основой экономики Гилгила служит сельское хозяйство. Имеет место добыча диатомита и производство сельскохозяйственного оборудования.